# Jason Scotland
Jason Kelvin Scotland (ur. 18 lutego 1979 w Morvant na wyspie Trynidad), piłkarz reprezentujący Trynidad i Tobago, grający na pozycji napastnika. Scotland nosi przydomek Rakieta (The Rocket).
Scotland do 2003 roku grał w ojczyźnie w dwóch klubach, które odnosiły sukcesy w lidze. Pierwszym był San Juan Jabloteh, a drugim Defence Force. 19 stycznia 2003 roku podczas towarzyskiego meczu reprezentacji Trynidadu i Tobago ze szkockim Dundee F.C. Scotland zdobył 2 bramki dając swojej reprezentacji zwycięstwo 2:1. Na tyle spodobał się menedżerowi Dundee United (miejscowych rywali Dundee F.C.) Stuartowi McCallowi, że ten w lipcu tegoż roku sciągnął Scotlanda do swojego zespołu. 31 sierpnia 2003 roku Scotland zadebiutował w Scottish Premier League przeciwko drużynie Rangers. W tamtym sezonie 5 razy zdobywał bramki w lidze. W 2005 roku Scotland był zmuszony do powrotu do ojczyzny, gdyż próba ponowienia pozwolenia na pracę w Wielkiej Brytanii nie przyniosła sukcesu. Jednak przechodząc do innego szkockiego klubu St. Johnstone udało mu się zdobyć pozwolenie, a w zespole z Perth Scotland grał do 2007 roku. Natomiast 1 kwietnia 2006 Scotland zdobył swojego pierwszego hat-tricka w Szkocji, a było to w meczu przeciwko Stranraer. Od 2007 do 2009 roku był piłkarzem Swansea City. Następnie zaczął występować w Wigan Athletic, gdzie grał do 2010 roku. Wtedy też przeszedł do Ipswich Town.
W reprezentacji Trynidadu i Tobago Scotland debiutował 15 listopada 2000 roku w zwycięskim 1:0 meczu z reprezentacją Panamy. Selekcjoner Leo Beenhakker powołał Scotlanda na finały Mistrzostw Świata w Niemczech, gdzie Scotland był rezerwowym napastnikiem dla takich zawodników jak Dwight Yorke czy Stern John.